# Philip of Kyme (Adliger, vor 1149)
Philip of Kyme (* vor 1149; † zwischen 1192 und 1194) war ein englischer Adliger.

## Leben

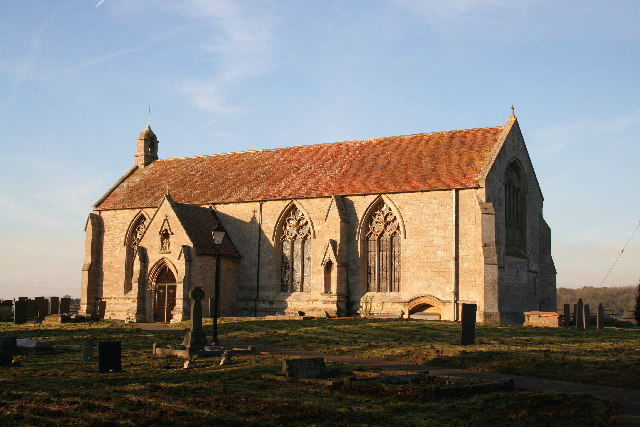
Die Pfarrkirche von South Kyme befindet sich an der Stelle des ehemaligen, von Philip of Kyme gegründeten Augustinerpriorats

Philip of Kyme war der älteste Sohn von Simon, der zu einem einflussreichen Baron in Lincolnshire aufgestiegen war. Sein Vater hatte ihn mit Hawise of Kyme († um 1207) verheiratet, die eine reiche Erbin war. Seine Frau war möglicherweise eine Nachfahrin von Ralph of Kyme († 1095), der im 11. Jahrhundert Vasall und vermutlich Verwalter der Lehen der Familie Gant war. Durch die Heirat mit Hawise erwarb Philip weitere umfangreichen Besitzungen in Lincolnshire. Er nahm den Beinamen Kyme an und diente ab spätestens 1149 oder 1150 als Verwalter des Lehens der Familie Gant. Nach dem Tod seines Vaters um 1161 erbte er dessen umfangreichen Güter, die vor allem in Lincolnshire lagen. Dazu übernahm er von seinem Vater die Verwaltung von Doncaster und Tickhill in Yorkshire. Von 1167 bis 1170 diente er als Sheriff von Lincolnshire. Während der Rebellion von 1173 bis 1174 blieb er ein loyaler Unterstützer von König Heinrich II. 1177 bezeugte er die Schlichtung des Königs im Streit zwischen den Königen Sancho VI. von Navarra und Alfons VIII. von Kastilien. Von 1181 bis 1184 diente er als Verwalter der Ländereien des noch minderjährigen Earl of Chester. Er starb zwischen 1192 und 1194.

## Nachkommen
Philip of Kyme hatte mindestens vier Söhne und drei Töchter:
- Simon of Kyme († 1220) ⚭ Rohese (auch Rohaise) fitz Robert
- William of Kyme ⚭ Margaret fitz Robert
- Walter († 1190)
- Roger
- Hawise ⚭ Robert of Legbourne
- Sybil ⚭ Roger of Benniworth
- Joanna

Zwei seiner Töchter konnte er mit Adligen aus der Region verheiraten. Vor allem konnte er jedoch seine beiden ältesten Söhne vor 1176 mit Rohese und Margaret, den Töchtern und Erbinnen von Robert fitz Robert verheiraten. Robert fitz Robert war Verwalter der Lehen der Familie Percy gewesen. Durch diese Heiraten erwarben seine Söhne umfangreiche Lehen der Familie Percy in Yorkshire. Sein Sohn Walter starb während des Dritten Kreuzzugs, während sein Sohn Roger vermutlich dem Gilbertinerorden beitrat, ebenso wie seine Tochter Joanna, die Nonne im Gilbertinerpriorat Bullington wurde. Neben verschiedenen Stiftungen, die Philip of Kyme zugunsten verschiedener Klöster machte, gründete er das Augustinerpriorat von Kyme. Dies führte mit dazu, dass er seinem ältesten Sohn und Erben Simon of Kyme erhebliche Schulden hinterließ.